# Gao Feng
Gao Feng, född den 2 februari 1982 i Liaoning, Kina, är en kinesisk judoutövare.
Hon tog OS-brons i damernas extra lättvikt i samband med de olympiska judotävlingarna 2004 i Aten.